# Nouvelliste vaudois (1800-1804)
Cet article concerne le journal publié entre 1800 et 1804. Pour le journal publié entre 1824 et 1914, voir Nouvelliste vaudois (1824-1914).
Le Nouvelliste vaudois est un journal suisse créé par André Fischer, qui succéda en 1800 au Nouvelliste vaudois et étranger, fondé en 1798 à Lausanne. Le Nouvelliste vaudois fut l'un des principaux périodiques de la République helvétique. Journal d'opposition s'adressant aux aristocrates et aux partisans de l'Ancien Régime, il fut plusieurs fois censuré avant d'être finalement interdit par le Petit Conseil du canton de Vaud en 1804 ,.